# Мінстер (Огайо)
Мінстер (англ. Minster) — селище (англ. village) в США, в округах Оґлез і Шелбі штату Огайо. Населення — 3046 осіб (2020).

## Географія
Мінстер розташований за координатами 40°23′45″ пн. ш. 84°22′44″ зх. д. / 40.39583° пн. ш. 84.37889° зх. д. (40.395871, -84.378918).  За даними Бюро перепису населення США в 2010 році селище мало площу 5,00 км², уся площа — суходіл.

## Демографія
Згідно з переписом 2010 року, у селищі мешкало 2805 осіб у 1045 домогосподарствах у складі 741 родини. Густота населення становила 561 особа/км².  Було 1136 помешкань (227/км²).
Расовий склад населення:
| - 99,3 % — білих - 0,1 % — вихідців з тихоокеанських островів - 0,1 % — азіатів |

До двох чи більше рас належало 0,4 %. Частка іспаномовних становила 0,7 % від усіх жителів.
За віковим діапазоном населення розподілялося таким чином: 28,9 % — особи молодші 18 років, 54,2 % — особи у віці 18—64 років, 16,9 % — особи у віці 65 років та старші. Медіана віку мешканця становила 39,9 року. На 100 осіб жіночої статі у селищі припадало 98,7 чоловіків;  на 100 жінок у віці від 18 років та старших — 96,0 чоловіків також старших 18 років.
Середній дохід на одне домашнє господарство  становив 74 760 доларів США (медіана — 69 615), а середній дохід на одну сім'ю — 90 953 долари (медіана — 86 429). Медіана доходів становила 56 319 доларів для чоловіків та 39 219 доларів для жінок. За межею бідності перебувало 5,4 % осіб, у тому числі 7,3 % дітей у віці до 18 років та 3,0 % осіб у віці 65 років та старших.
Цивільне працевлаштоване населення становило 1399 осіб. Основні галузі зайнятості: виробництво — 33,0 %, освіта, охорона здоров'я та соціальна допомога — 22,3 %, роздрібна торгівля — 9,1 %, мистецтво, розваги та відпочинок — 7,4 %.